# Vechea mină din Rammelsberg
Rammelsberg este un munte cu altitudinea de 635 m deasupra n.m. El este situat la marginea de nord a masivului Harz, la sud de orașul Goslar, Germania.
Deși există indicii că exploatarea argintului ar fi început în secolul III sau IV e.n, prima menționare oficială a minei ne-a parvenit din anul 968 și se datorează călugărului Widukind de Corvey. 
În anul 1988 a fost inchisă mina de argint și plumb, care a funcționat peste 1000 de ani fără întrerupere. Din anul 1992 mina poate fi vizitată de turiști, fiind declarată patrimoniu mondial al UNESCO.

## Legendă
Se spune că numele muntelui provine din timpul lui Otto cel Mare, și anume de la un cavaler care se numea „Ramma". El a legat calul de un arbore, unde calul dând din picioare a descoperit zăcământul de minereu.

## Formarea zăcământului
În perioada devoniană, s-a produs formarea zăcământului, prin urcarea din adâncime a lavei fierbinți bogate în metale. Astfel s-au format două zăcăminte principale care au o formă lenticulară. Prin mișcările de încrețire a scoarței din perioada carboniferă, aceste zăcăminte au luat o direcție oblică, iar prin procesele ulterioare de eroziune au ajuns la suprafață.